# Wilfrid Sellars
Pour les articles homonymes, voir Sellars.
 (mai 2013).
Si vous disposez d'ouvrages ou d'articles de référence ou si vous connaissez des sites web de qualité traitant du thème abordé ici, merci de compléter l'article en donnant les références utiles à sa vérifiabilité et en les liant à la section « Notes et références ».
Wilfrid Stalker Sellars (20 mai 1912, 2 juillet 1989) est un philosophe américain.

## Parcours
Il est le fils du philosophe américano-canadien Roy Wood Sellars. Sellars fit ses études à Michigan, à l'Université de Buffalo, puis à Oxford, où il obtint son diplôme (MA) en 1940. Durant la Seconde Guerre mondiale, il servit dans les renseignements militaires. Il enseigna ensuite à l'Université d'Iowa, à l'Université du Minnesota et à Yale, puis, de 1963 jusqu'à sa mort, à l'Université de Pittsburgh, dont le département de philosophie devint sous sa direction l'un des meilleurs au monde. 
Sellars est avant tout connu pour être un critique du fondationalisme, théorie épistémologique qui affirme que la justification régressive de nos croyances (théoriques) s'arrête à certaines croyances empiriques fondamentales. Il fut sans doute l'un des premiers philosophes à combiner avec succès les éléments du pragmatisme américain avec ceux de la philosophie analytique britannique et américaine, et du positivisme logique autrichien et allemand. Son œuvre 
touche à un grand nombre de sujets, tant en philosophie qu'en histoire de la philosophie ; il fut l'un des rares philosophes de la tradition analytique à reconnaître une 
utilité théorique positive à l'histoire de la philosophie. L'œuvre de Sellars est à la fois la pierre angulaire et l'archétype de ce qu'on appelle parfois l' « École de Pittsburgh ». Les principales figures de ce courant sont Robert Brandom, John McDowell, John Haugeland, et James Conant. L'influence de Sellars a rayonné sur un large spectre de tendances théoriques, allant des déconstructionnistes américains (Richard Rorty et ses élèves David Rosenthal, Laurence BonJour, et Robert Brandom) jusqu'aux travaux 
d'Hector-Neri Castaneda, Bruce Aune, Jay Rosenberg, Johanna Seibt, Andrew Chrucky, Jeffrey Sicha, Pedro Amaral, Thomas Vinci, Willem de Vries, et Timm Triplett, pour n'en citer que quelques-uns.

## Empirisme et philosophie de l'esprit
L'œuvre la plus célèbre de Wilfrid Sellars est le long et difficile article Empiricism and the Philosophy of Mind, où l'on trouve une discussion approfondie de ce qu'il appelle le Mythe du Donné (Myth of the Given). Dans les grandes lignes, cette notion désigne l'une des thèses centrales de la phénoménologie et de la théorie des sense data (aussi appelée représentationalisme), selon laquelle nous tirons de l'expérience perceptive des connaissances qui sont indépendantes de (et, en un certain sens, antérieures à) l'ensemble des outils conceptuels qui rendent possible notre perception des objets.
Sellars s'en prend à la fois à plusieurs théories, victimes selon lui de ce même "mythe", telles que le pragmatisme kantien de C.I. Lewis ou encore l'empirisme logique de Rudolf Carnap. Sellars poursuit son analyse en construisant, pour mieux établir sa critique, "le mythe de Jones", fable philosophique dont le but est d'expliquer comment des pensées, des actions rationnelles et même des expériences subjectives internes peuvent être attribuées à autrui sans rien retrancher aux conceptions du béhaviorisme le plus strict. Sellars appelle les membres de sa tribu imaginaire les "Ryléens" (Ryleans), en référence à Gilbert Ryle, dont il reprend et discute les thèses ; celles-ci (ce qu'on appelle généralement le béhaviorisme logique) trouvent leur expression la plus nette dans La Notion d'esprit (The Concept of Mind).
Le concept de "mythe" qu'utilise Sellars, grandement influencé par Ernst Cassirer, n'est en aucun cas purement critique ou péjoratif : un mythe peut en effet présenter une certaine utilité, indépendamment de sa valeur de vérité. L'un des objectifs principaux de Sellars, qualifié dans ses derniers travaux de "kantien", était de réconcilier les comportements rationnels (ce qu'il appelait l'espace des raisons (space of reasons)) avec l'idée d'expérience sensible subjective. Certains jugent que cette approche présente le défaut de brouiller la distinction empirique traditionnelle entre le sujet de connaissance et les objets qu'il connaît, et d'impliquer aussi une certaine forme d’idéalisme linguistique.

## La problématique de Sellars
Dans son article Philosophy and the Scientific Image of Man

, Sellars établit une profonde distinction entre l’image manifeste et l’image scientifique de l'homme. Malgré les apparences, cette distinction n'est pas facile à interpréter. En particulier, on peut se demander si l'image manifeste est réellement conçue comme la reconstruction d'une perspective du sens commun. On peut faire l'hypothèse que l'image manifeste décrit la manière dont le monde est interprété par le langage que nous utilisons habituellement dans notre commerce avec les choses et les autres êtres humains (ce langage inclut des concepts faisant référence aux intentions, aux pensées, aux apparences), tandis que l'image scientifique décrit le monde dans les termes utilisés par les sciences physiques, mettant en avant l'explication causale des phénomènes, découvrant dans les objets matériels des particules et les champs de force. Mais cela ne signifie pas que l'image manifeste et l'image scientifique soient à tous égards incompatibles. En effet, dans la mesure où l'image manifeste prend en compte les prescriptions de la moralité laissées de côté par l'image scientifique, qui se veut simplement descriptive, ces deux manières de se représenter l'homme dans le monde présentent au moins un aspect de complémentarité. La problématique de Sellars, c'est-à-dire la mise au jour du débat de fond opposant ceux qui affirment la primauté de l'image manifeste à ceux qui tiennent au contraire pour première l'image scientifique, bien qu'elle éclaire de nombreuses disputes antérieures et soit de nature à en lancer de nouvelles, ne peut être clairement formulée que si on s'accorde sur la nature exacte de la "primauté" dont il est question. 
Il convient de noter que Sellars lui-même n'affirmait la primauté de l'image scientifique que dans le domaine des descriptions empiriques et des explications. Cette position définit ce qu'on appelle plus généralement le naturalisme, doctrine philosophique qui affirme la primauté théorique d'une conception de l'homme conforme à la méthodologie des sciences de la nature, et qui rejette donc l'idée que tel ou tel aspect (biologique, psychologique, culturel) de l'humanité serait par principe inaccessible à la description scientifique, et ne serait explicable que par d'autres moyens. Rares sont les naturalistes qui prônent l'abandon pur et simple de l'image manifeste. Daniel Dennett, l'un des plus célèbres représentants de cette tendance, reconnaît ainsi la grande utilité de l'image manifeste (la notion est en partie traduite chez lui par le concept de posture intentionnelle -- intentional stance) ; mais seule une explication scientifique peut nous faire comprendre pourquoi l'image manifeste est si utile et, le plus souvent, si fiable. Les adversaires du naturalisme les plus renommés se rencontrent plutôt dans la tradition de la philosophie continentale, et Heidegger en est un bon exemple.

## Contributions
Sellars a créé un certain nombre d'expressions philosophiques devenues communes depuis, comme par exemple l’espace des raisons (space of reasons). Cette expression peut s'employer en deux sens :
1. Elle peut décrire le réseau conceptuel et comportemental qui permet aux êtres humains de faire face, avec succès d'après eux,  à la réalité.
2. Elle peut aussi désigner le fait que les discours évoquant des raisons, des justifications et des intentions diffèrent des discours portant sur des relations causales (telles que les sciences physiques les conçoivent), et ne peuvent être traduits dans leurs termes. On retrouve ici la distinction entre image scientifique et image manifeste.